# Ceratogyrus meridionalis
Ceratogyrus meridionalis là một loài nhện trong họ Theraphosidae. Chúng được Arthur Stanley Hirst miêu tả năm 1907.